# اسلاوویتسا
اسلاوویتسا (به لاتین: Slavovitsa) یک منطقهٔ مسکونی در بلغارستان است که در Septemvri Municipality واقع شده‌است. اسلاوویتسا ۴۰۲ نفر جمعیت دارد و ۵۶۰ متر بالاتر از سطح دریا واقع شده‌است.